# Hans Peter Linder
Hans Peter Linder ( n. 1954 ) es un botánico y microbiólogo suizo (de habla alemana).
Es investigador y profesor en el "Systematische Botanik und Botanischer Garten" de la Universidad de Zúrich. Está estudiando en la flora de ciudad del Cabo, la evolución de la diversidad, para entender bajo qué circunstancias la especiación sufre aceleraciones relativas a la extinción; busca patrones geográficos (centros de riqueza de especies) y grupos filogenéticos (grupos con riqueza de especies). Y en el marco suizo, estudia la macroecología y la evolución del Gro. Carex en Suiza  (enlace roto disponible en Internet Archive; véase el historial, la primera versión y la última).

## Algunas publicaciones
- LINDER, H P & CRISP, M D. 1996. Nothofagus is the key to Pacific biogeography. Cladistics 11: 5-32
- RICHARDSON, J E; WEITZ, F M; FAY, M F; CRONK, Q C B; LINDER, H P; REEVES, G; CHASE, M W. 2001. Rapid & recent origin of species richness in the Cape flora of South Africa. Nature 412, 181-183
- LINDER, H P. 2001. Two new species of Askidiosperma (Restionaceae) from South Africa. Nordic J.Bot. 21: 195-199
- LINDER, H P. 2001. The African Restionaceae. Contr. Bolus Herbarium 20
- LINDER, H P. 2003. The radiation of the Cape flora, southern Africa. Biol.Rev., 78,597-638
- LINDER, H P & HARDY, C R. 2004. Evolution of the species-rich Cape flora. Phil.Trans. Royal Soc. B 359: 1623-1632
- LINDER, H P. 2005. The evolution of diversity: the Cape flora. Trends in Pl.Sci. 10: 537-542
- MOLINE, P H.; LINDER, H P. 2005. Molecular phylogeny & generic delimitation in the Elegia group (Restionaceae, South Africa) based on an almost complete taxon sampling & four chloroplast markers. Systematic Botany 30:759-772
- GALLEY, C; LINDER, H P. 2006. Geographical affinities of the Cape flora, South Africa. J.Biogeog. 33: 236-250
- LINDER, H P; A N HITCHCOCK. 2006. Disa remota, a remarkable new orchid species from the Western Cape. S.Afr.J.Bot. 72: 627-629
- BORN, J; LINDER, H P; DESMET, P. 2007. The Greater Cape Floristic Region. J.Biogeog. 34: 147-162
- BERGH, N G; HEDDERSON, T A; LINDER, H P; BOND, W J. 2007. Palaeoclimate-induced range shifts may explain current patterns of spatial genetic variation in renosterbos (Elytropappus rhinocerotis, Asteraceae). Taxon 56: 393-408
- GALLEY, C; BYTEBIER, B; BELLSTEDT, D U; LINDER, H P. 2007. The Cape element in the Afrotemperate flora: from Cape to Cairo? Proc. Royal Soc. B. [Published online
- GALLEY, C; LINDER, H P. En prensa. The phylogeny of the Pentaschistis clade (Danthonioideae,Poaceae) based on chloroplast DNA, & the evolution & loss of complex characters. Evol. en prensa

- La abreviatura «H.P.Linder» se emplea para indicar a Hans Peter Linder como autoridad en la descripción y clasificación científica de los vegetales.[1]

Tiene una copiosa producción en identificación y nombramiento de nuevas especies, poseyendo a abril de 2012: 526 registros IPNI; publicándolos habitualmente en : Syst. Bot.; Ann. Missouri Bot. Gard.; J. S. African Bot.; Bothalia; Nordic J. Bot.; Telopea; Kew Bull.; Contr. Bolus Herb.; Bull. Jard. Bot. Natl. Belg.; Muelleria; Austral. Syst. Bot.; Beitr. Biol. Pflanzen; Bot. Jahrb. Syst.